# Latinerkrigen (340–338 f.Kr.)
Latinerkrigen (340–338 f.Kr.) var en konflikt mellem den Romerske Republik og dens naboer, det latinske folk i antikkens Italien. Det endte med opløsningen af Det Latinske Forbund og inkorporeringen af dets territorium i den romerske indflydelsessfære, hvor latinerne opnåede delvise rettigheder og forskellige niveauer af statsborgerskab.

## Udbrud
Livius fortæller, at da romerne hørte om latinernes hemmelige samtaler med campanerne, indbød de ti af de mest indflydelsesrige latinere til Rom for at modtage instruktioner. Romerske myndigheder foregav at være bekymrede for truslen fra samnitterne, for på denne måde at lokke latinerne i en falsk følelse af sikkerhed.
På dette tidpunkt havde latinerne to praetorer, Lucius Annius fra Setia og L. Numisius fra Circeii, begge byer var romerske kolonier. Gennem deres indsats blev kolonierne Signia og Velitrae samt volskerne overtalt til at gribe til våben mod Rom. Da der ikke kunne være nogen tvivl om de egentlige grunde til at indkalde disse mænd til Rom, holdt latinerne et krigsråd for at beslutte, hvad deres ledere skulle svare på de spørgsmål, de forventede, at romerne ville stille.
På mødet klagede Annius over, at Rom behandlede latinerne som undersåtter frem for allierede og foreslog, at latinerne skulle kræve, at der fremover skulle vælges én konsul og halvdelen af Senatet blandt latinerne, og således give latinerne og romerne en lige andel i regeringen. Dette forslag blev vedtaget, og Annius blev udnævnt til talsmand for latinerne.
Det romerske senat modtog den latinske delegation i en audiens i Jupiter Optimus Maximus-templet på Capitoline-højen, hvor de rådede latinerne til ikke at føre krig mod samnitterne, som romerne havde en traktat med. I en tale til Senatet fremlagde Annius latinernes krav, som han fik et rasende svar på fra konsulen, T. Manlius Torquatus. Livius skriver, at ifølge traditionen, mens senatorerne påkaldte guderne som vogtere af deres traktater med latinerne, blev Annius hørt afvise den romerske Jupiters guddommelige magt. Men da Annius stormede ud af templet, gled han på trappen og blev slået bevidstløs i faldet eller, ifølge nogle, dræbt. Da Torquatus så Annius ligge der, svor han at slå latinernes hære ned, ligesom guderne havde ramt den latinske gesandt. Denne tale blev mødt med vild jubel fra Roms befolkning, og krig blev erklæret.

## Den sydøstlige kampagne 340 f.Kr
Latinerne kom ind i Samnium; den romersk-samnitske hær flyttede til Fucino-søen, og undgik derefter Latium og rykkede ind i Campania og angreb latinerne og campanerne nær Vesuv. I forbindelse med Slaget ved Vesuv besejrede romerne – anført af konsulerne Decius Mus og T. Manlius Torquatus Imperiosus – latinerne. I henhold til romerske kilder genindsatte Manlius hærdisciplinen ved at henrette sin søn for hans utilsigtede ulydighed, mens Decius ofrede sit eget liv til guderne for den romerske sejr.

## Romersk besejre latinerne og volskerne 339–338 f.Kr
Et år senere besejrede Manlius latinerne i Slaget ved Trifanum. Latinerne blev endelig besejret i 338 f.Kr. i forbindelse ved Slaget ved Pedum ved floden Astura, hvor Gajus Maenius kommanderede de romerske flådestyrker, som besejrede de kombinerede latinske hære Antium, Lanuvium, Aricia og Velitrae.

## Politisk efterspil
Latinerne, der blev tvunget til at forlade Campania, flyttede til Latium, hvor de gjorde en lang, men mislykket modstand mod de romerske styrker. De besejrede latinske folk var nødt til at anerkende romersk overherredømme. Nogle af de latinske byer blev romaniseret, andre blev delvist romerske og adopterede romerske magistrater, mens nogle andre blev romerske kolonier.